# Heinrich-Zille-Karikaturenpreis
Der Heinrich-Zille-Karikaturenpreis ist ein Wettbewerb für Cartoon und Karikatur in Deutschland. Er ist mit einem Preisgeld von 1000 Euro dotiert und wird jährlich im Herbst für das darauffolgende Jahr unter einem neuen Motto ausgelobt. Mit dem Preis ist eine Ausstellung im Heimatmuseum Radeburg verbunden, in der ein Publikumspreis zum Heinrich-Zille-Karikaturenpreis ermittelt wird. Dieser ist mit zusätzlich 500 Euro dotiert.

## Geschichte
Auf Initiative des Radeburger Bürgers und früheren sächsischen Regierungspräsidenten, Henry Hasenpflug, entwickelte die Radeburger Bürgermeisterin, Michaela Ritter, zusammen mit der Galerie Komische Meister Dresden im Jahr 2018 den Heinrich-Zille-Karikaturenpreis. Ziel des Preises ist es, die Geburtsstadt des Künstlers und Gesellschaftskritikers Heinrich Zille über deren Grenzen hinaus bekannter zu machen und das Gedenken an den berühmten Sohn der Stadt mit einer jährlich wiederkehrenden Ehrung zu ergänzen. Am Sonntag, den 13. Januar 2019 wurde der Preis erstmalig verliehen.

## Preisverleihung und Ausstellung
Aus allen zum jeweiligen Motto eingereichten Werken wählt eine zwölfköpfige Fachjury aus Wissenschaft, Kunst und Kultur unter dem Vorsitz der Radeburger Bürgermeisterin die Siegerkarikatur. Die Preisverleihung erfolgt als öffentliche Veranstaltung jeweils im Januar am Sonntag nach dem Geburtstag von Heinrich Zille. Im Rahmen der Preisverleihung wird eine Ausstellung zum Heinrich-Zille-Karikaturenpreis im Heimatmuseum Radeburg eröffnet, in der eine Auswahl der besten Einreichungen gezeigt wird. Aus diesen können Besucher der Ausstellung per Abstimmung einen Publikumsliebling wählen.
Zusätzlich erfolgt zum Jahresende eine eigene Werkschau des Siegers im Heimatmuseum Radeburg, die Bestandteil des Heinrich-Zille-Karikaturenpreises ist.
Zur Preisverleihung des siebten Heinrich-Zille-Karikaturenpreises an Uwe Krumbiegel am 12. Januar 2025 überraschte der Schauspieler und Mitgründer des Berliner Zille-Museums, Walter Plathe, die anwesenden Gäste mit seinem Besuch.

## Veranstalter
Veranstalter des Heinrich-Zille-Karikaturenpreises sind die Stadt Radeburg sowie die Galerie Komische Meister Dresden und das Heimatmuseum Radeburg. Die Vergabe der Preisgelder wird durch wechselnde Sponsoren aus der Region in und um Radeburg unterstützt.

## Preisträger
| Jahr                                    | Motto                                | Hauptpreis            | Sponsor                             | Publikumspreis      | Sponsor            |
| --------------------------------------- | ------------------------------------ | --------------------- | ----------------------------------- | ------------------- | ------------------ |
| 2019                                    | "Die Wahrheit stört zuletzt!"        | Olaf Schwarzbach (OL) | Megger Hagenuk KMT Kabelmesstechnik | Steffen Huber       | Ideenwerk Radeburg |
| 2020                                    | "Der Nächste, bitte!"                | Beck                  | Megger Hagenuk KMT Kabelmesstechnik | Ralf Böhme (RABE)   | Ideenwerk Radeburg |
| 2021                                    | "Schluss mit lustig!"                | Frank Kunert          | Antea Bestattungen                  | Sabine Winterwerber | Ideenwerk Radeburg |
| 2022                                    | "Fahrt ins Blaue"                    | Markus Grolik         | IVAS - Ingenieure Dresden           | Jan Kunz            | Ideenwerk Radeburg |
| 2023                                    | "Wohl bekomm's!"                     | Jan Kunz              | Freiberger Brauhaus                 | Renate Alf          | Ideenwerk Radeburg |
| 2024                                    | "Deutschland komisch Vaterland"      | Philipp Sturm         | REWE Petz                           | Helmut Jacek        | Ideenwerk Radeburg |
| 2025                                    | "Mensch, Alter! Je oller, je doller" | Uwe Krumbiegel        | REWE Petz                           | N.N.                | Ideenwerk Radeburg |
| Quelle: , soweit nicht anders angegeben |                                      |                       |                                     |                     |                    |